# Cadeira de rodas

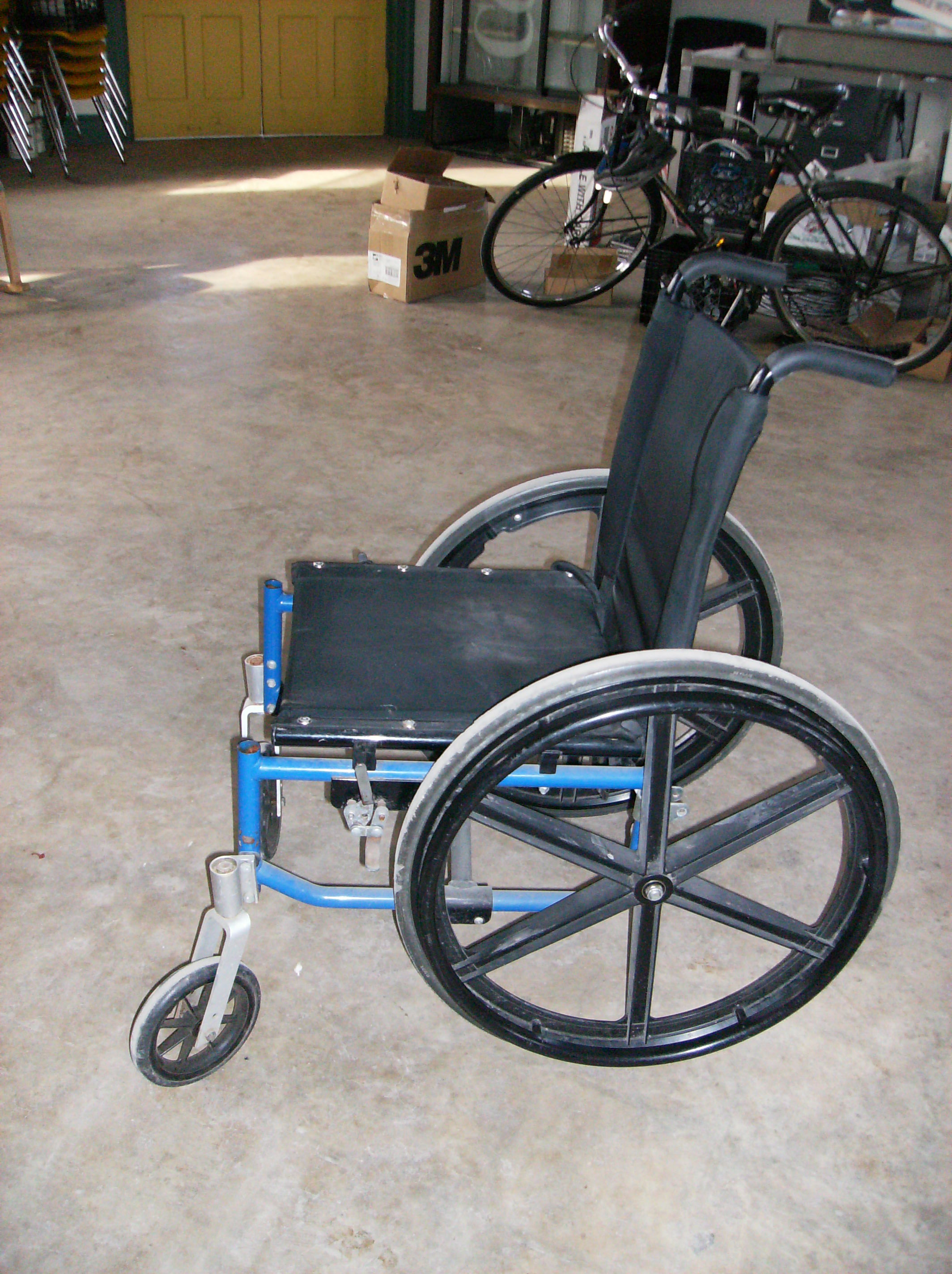
Cadeira de rodas

Uma cadeira de rodas é uma cadeira montada sobre rodas que é utilizada por indivíduos com dificuldade de locomoção (cadeirantes), podendo ser movida manual ou eletronicamente pelo ocupante  ou empurrada por alguém. Por ser largamente utilizada por pessoas portadoras de deficiência física, é também utilizada no símbolo que indica acesso a pessoas com necessidades especiais. Depois de fabricadas, muitas cadeiras de rodas passam por terapeutas ocupacionais para serem adaptadas ao portador de deficiência física.
Em 2009, pesquisadores italianos inventaram uma cadeira de rodas movida apenas por movimentos cerebrais. Foi desenvolvida pelo Departamento de Inteligência Artificial e Robótica da Politécnico de Milão. A cadeira apresenta dois computadores de bordo que detectam os sinais cerebrais, sendo também orientados por câmeras instaladas ao redor da casa.

## O Surgimento da cadeira de rodas
A cadeira de rodas é um objeto indispensável para pessoas que apresentam dificuldade de locomoção. Podem-se encontrar representações do seu uso na Antiga Grécia, em alguns artefatos do século IV a.C.. Com o aprimoramento de sua fabricação ao longo do tempo, atualmente obtém-se diversos modelos para atender as diferentes necessidades de seus usuários.
Acredita-se que os antigos egípcios foram os primeiros a utilizarem a cadeira de rodas, como uma espécie de carrinho de mão para transportar pessoas, entretanto em alguns objetos gregos há gravuras feitas em torno do século IV a.C. de Hefesto, retratando a utilização da cadeira de rodas. Deus grego da metalurgia, responsável por ser o ferreiro dos deuses ele era adorado por artesões, metalúrgico e era conhecido entre os romanos por ser o deus dos vulcões. Nitidamente na ilustração observa-se Hefesto acomodado sobre uma cadeira de rodas com aros e dois cisnes para movimentá-la, dando alusão de ser autopropulsada e utilizável tanto em água como em terra, ou seja, não necessitava da força do ocupante.
Outra representação encontrada na abertura de um vaso grego observa-se novamente, o deus grego Hefesto como na primeira ilustração sobre uma cadeira de rodas, sendo recebido como um conviva entre os demais deuses do Monte Olimpo.
Observa-se que na cultura grega, outro artefato raro encontrado uma pintura representando uma cama adaptada com rodas, possivelmente usada como berço, do século VI a.C..

## Evolução histórica da Cadeira de Rodas
Dos séculos vindouros, destacou-se a cadeira usada pelo Rei Filipe II de Espanha, em 1595. Elaborou-se uma cadeira de rodas que atendesse a todas as necessidades do monarca, como engenhos de inclinação, descanso para os pés e que modifica-se para leito temporário de repouso. Pois o rei necessitava de muita precaução para ser locomovido e ter acesso aos diversos recintos do castelo.
Com o passar dos séculos muitas famílias com posses encomendavam cadeiras para seus membros, pois não existia fabrico em série de cadeira de rodas. Então se deu a fabricação dessa similar poltrona, feita com vime da Índia, assento, duas rodas traseiras grandes e duas rodas pequenas na frente para a movimentação ser garantida, pesando em torno de 25 kg.
Em 1655, Stephan Farfler, um relojoeiro paraplégico, criou aos 22 anos de idade um modelo do tipo triciclo. Além de ser confortável, era movimentado pelo próprio usuário. Utilizava os dois braços e não requeria qualquer ajuda em terreno plano - desde que não houvesse barreiras, como hoje em dia.
Em 1887, cadeiras de rodas ("cadeiras de rodas") foram introduzidas em Atlantic City para que turistas inválidos pudessem alugá-las para desfrutar do calçadão. Logo, muitos turistas saudáveis também alugaram as "cadeiras de rodinhas" decoradas e servos para empurrá-los como uma demonstração de decadência e tratamento que eles nunca poderiam experimentar em casa.
No ano de 1933 Herbert A. Everest, norte-americano, encomendou uma cadeira de rodas que poderia ser levada num automóvel, que foi um passo decisivo para o objetivo desenvolvimento de cadeiras de rodas mais versáteis. O engenheiro H.C. Jennings construiu para ele a primeira cadeira de rodas dobrável. Esse modelo, devidamente patenteado como muitos outros modelos, foi utilizado por décadas, com a marca Everest/Jennings, antes que outros surgissem no mercado.
As cadeiras de rodas evoluíram de uma forma surpreendente desde as primeiras décadas do século XX graças ao avanço industrial e com o surgimento de matéria-prima muito mais moldável e mais leve, além de muito maior demanda. Seria tarefa impossível levantar todos os modelos existentes, desde as manuais, dobráveis ou não, às hospitalares, às adaptadas a situações específicas e também às motorizadas, que aos poucos vão tomando conta do mercado.
Há modelos para muitos gostos e muitas necessidades. De triciclos (scooters) existem centenas de modelos, cores e estilos em todas as partes do mundo. Também há cadeiras de rodas para todos os terrenos e superação de obstáculos. O importante é que elas não sejam confinadoras, mas libertadoras das pessoas que as utilizam.
Uma das figuras mais famosas e importantes que usava cadeira de rodas, foi Franklin Delano Roosevelt, que foi vítima da poliomielite quando já era Presidente dos Estados Unidos.
Embora fosse notório que evitava ser visto em público ou fotografado utilizando uma cadeira de rodas, não a dispensava em momentos especiais. Dava seu apoio à campanha nacional contra a poliomielite.
Adaptações indispensáveis foram criadas em todas as partes do mundo para tornar as cadeiras de rodas ágeis e seguras para o uso em determinados esportes, tais como as corridas e maratonas, o basquetebol e o tênis em cadeiras de rodas. Há modelos surpreendentes nesse campo, muito leves, com eixos especiais e muito menor proximidade do solo.

## A importância das Cadeiras de Rodas nas Campanhas de Acessibilidade
Muitas campanhas têm sido desenvolvidas em muitas partes do mundo, procurando chamar a atenção para os aspectos de acessibilidade que afetam sobremaneira as pessoas que usam cadeiras de rodas. Através da Internet, estão levando o acesso a todos os ambientes. A Rehabilitation International aprovou seu projeto de ícone indicativo de acesso a cadeiras de rodas (aprovado pelo Sistema ISO de qualidade), que se tornou internacional. Outros esforços têm sido desenvolvidos continuamente e precisam ser sempre apoiados.

## Os 5 obstáculos mais comuns para quem usa cadeira de rodas[4]
1. Transportes públicos
2. Vias publicas
3. Multibancos
4. Restauração e Hoteis
5. Ir ao supermercado

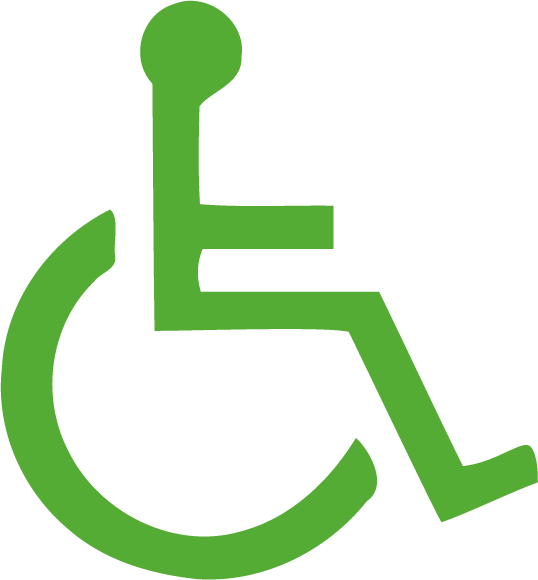
Símbolo indicativo de acesso especial para deficientes
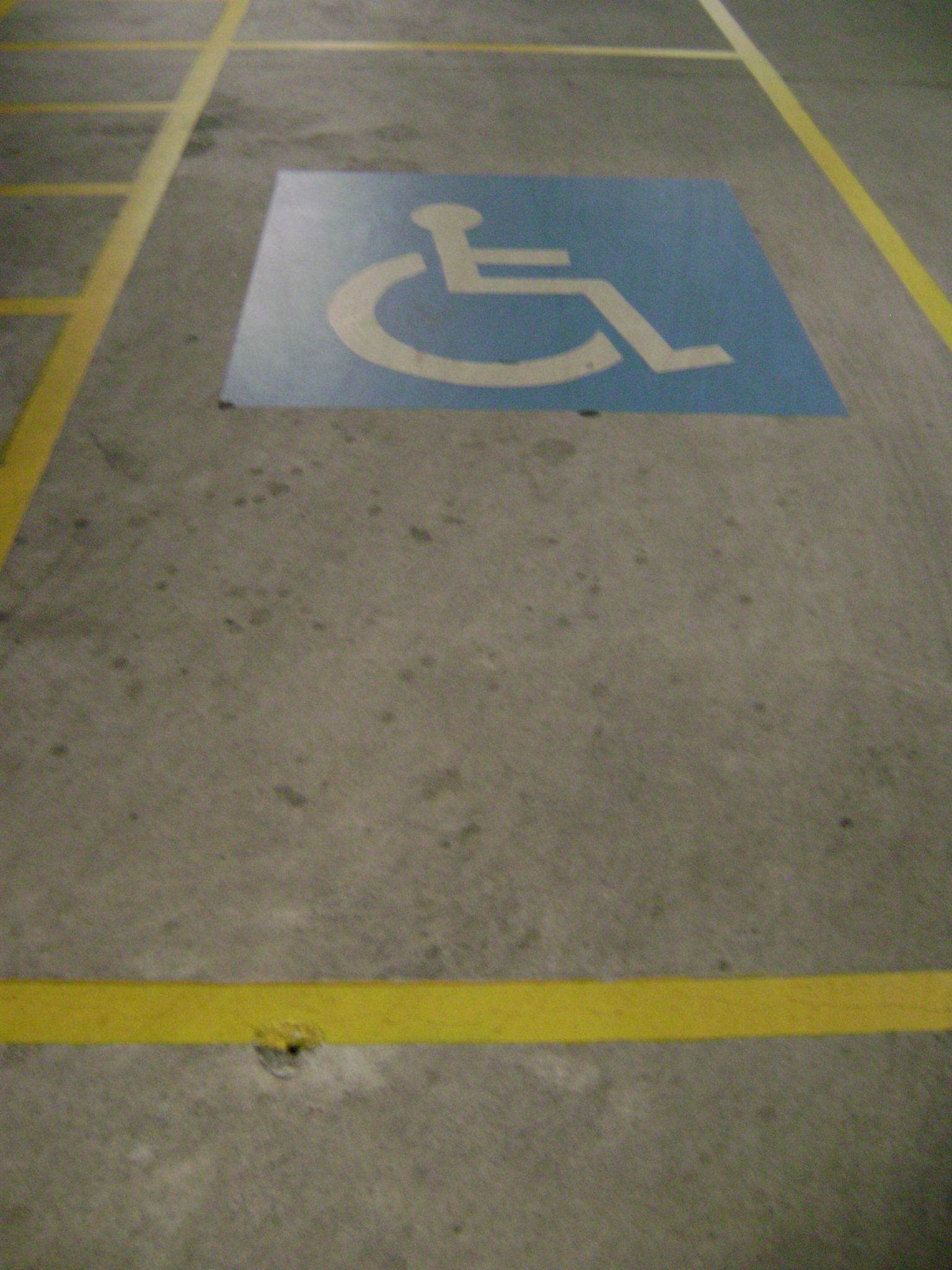
Vaga para cadeirantes
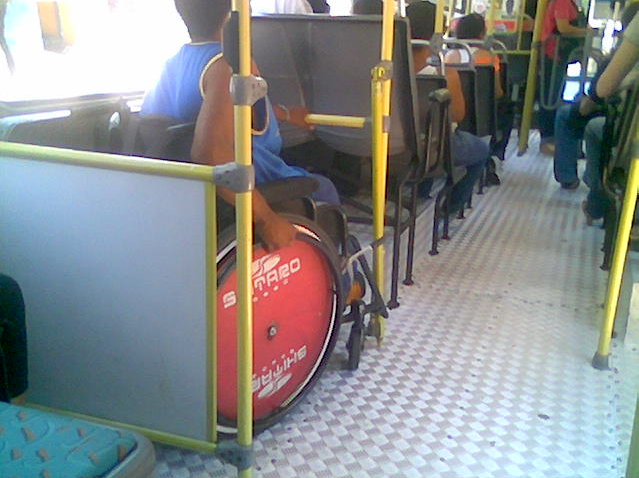
Ônibus municipais com espaço para cadeirantes, em Belo Horizonte, Brasil